# Agenossomia
Agenossomia é a formação muito defeituosa ou a ausência de formação da genitália de um feto humano, ou animal. É um termo comum às ciências biológicas. Nos seres humanos, tal condição é frequentemente associada a outros defeitos genéticos, nomeadamente a má-formação da parede do abdómen, com consequente herniação das vísceras abdominais ou até mesmo Onfalocele, que é a deficiência completa de formação da parede abdominal, com exposição completa das vísceras.